# 米哈伊洛夫半島

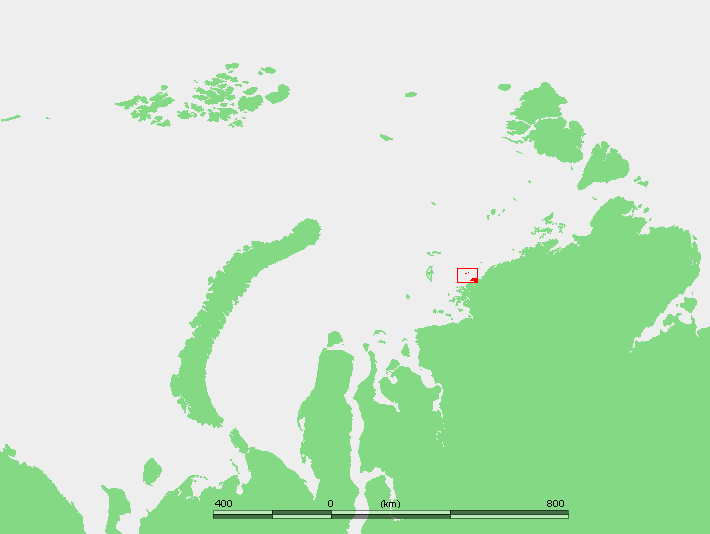

米哈伊洛夫半島是俄羅斯的半島，位於泰梅爾半島西面的卡拉海東岸，由克拉斯諾亞爾斯克邊疆區負責管轄，長30公里、寬11公里，周圍海域全年大部分時間被冰覆蓋。
75°5′N 87°15′E / 75.083°N 87.250°E